# Stade Gandzasar
Le stade Gandzsar (en arménien : Գանձասար մարզադաշտ), auparavant le stade Lernagorts est un stade de football situé à Kapan en Arménie. Il accueille les matchs du Gandzasar Kapan. Sa capacité est de 3 500 places.